# Mataraca
Mataraca é um município brasileiro do estado da Paraíba. Está localizado na Região Geográfica Imediata de Mamanguape-Rio Tinto.

## Etimologia
Etimologicamente, o termo provém da língua tupi e para seu significado há duas versões diferentes: o historiador Coriolano de Medeiros disse que o termo "mataraca" se originaria de mã–tarã–gui, que significaria "monte de formiga". Já o também historiador Horácio de Almeida acredita significar "o lugar onde foi a floresta".

## Geografia

### Geologia
Dentre os minerais valiosos presentes no subsolo mataraquense, o que mais se destaca é o titânio, cuja extração ocorre no nordeste do município, na mina conhecida como Guaju. A exportação do titânio (Ilmenita) produzido em Mataraca vai principalmente para os Países Baixos, através do Porto de Cabedelo.

### Clima
Dados do Departamento de Ciências Atmosféricas, da Universidade Federal de Campina Grande, mostram que Mataraca apresenta um clima com média pluviométrica anual de 1761,5 mm e temperatura média anual de 25,3 °C.
| Dados climatológicos para Mataraca            | Dados climatológicos para Mataraca | Dados climatológicos para Mataraca | Dados climatológicos para Mataraca | Dados climatológicos para Mataraca | Dados climatológicos para Mataraca | Dados climatológicos para Mataraca | Dados climatológicos para Mataraca | Dados climatológicos para Mataraca | Dados climatológicos para Mataraca | Dados climatológicos para Mataraca | Dados climatológicos para Mataraca | Dados climatológicos para Mataraca | Dados climatológicos para Mataraca |
| Mês                                           | Jan                                | Fev                                | Mar                                | Abr                                | Mai                                | Jun                                | Jul                                | Ago                                | Set                                | Out                                | Nov                                | Dez                                | Ano                                |
| --------------------------------------------- | ---------------------------------- | ---------------------------------- | ---------------------------------- | ---------------------------------- | ---------------------------------- | ---------------------------------- | ---------------------------------- | ---------------------------------- | ---------------------------------- | ---------------------------------- | ---------------------------------- | ---------------------------------- | ---------------------------------- |
| Temperatura máxima média (°C)                 | 31,3                               | 31,4                               | 31,0                               | 30,6                               | 30,1                               | 29,2                               | 28,7                               | 29,0                               | 29,8                               | 30,4                               | 31,0                               | 31,1                               | 30,3                               |
| Temperatura média (°C)                        | 26,4                               | 26,5                               | 26,4                               | 25,9                               | 25,3                               | 24,3                               | 23,6                               | 23,8                               | 24,5                               | 25,4                               | 25,8                               | 26,2                               | 25,3                               |
| Temperatura mínima média (°C)                 | 22,2                               | 22,2                               | 22,3                               | 22,1                               | 21,6                               | 20,9                               | 20,3                               | 19,8                               | 20,4                               | 20,9                               | 21,2                               | 21,6                               | 21,3                               |
| Chuva (mm)                                    | 99,4                               | 132,2                              | 212,8                              | 241,0                              | 247,8                              | 228,5                              | 242,2                              | 121,6                              | 90,8                               | 37,2                               | 40,7                               | 41,9                               | 1 761,5                            |
| Fonte: Departamento de Ciências Atmosféricas. |                                    |                                    |                                    |                                    |                                    |                                    |                                    |                                    |                                    |                                    |                                    |                                    |                                    |

## Energia eólica
O município possui um campo eólico denominado "Vale dos Ventos", o qual tem capacidade de gerar 48MW de energia e apresenta 60 aerogeradores. Esse tipo de captação de energia é considerada limpa e renovável, pois é gerada pelo vento.